# Жан Євшеняк
Жан Євшеняк (словен. Žan Jevšenak, нар. 15 травня 2003, Марибор, Словенія) — словенський футболіст, опорний півзахисник італійського клубу «Піза».

## Ігрова кар'єра

### Клубна
Жан Євшеняк народився у Мариборі і є вихованцем словенських клубів «Алюміній» та «Браво». У 2019 році футболіст приєднався до молодіжної команди лісабонської «Бенфіка». У складі «Бенфіка Б» Євшеняк виграв молодіжний чемпіонат Португалії, Юнацьку лігу УЄФА та Юнацький міжконтинентальний кубок.
В подальшому Євшеняк мав мало шансів пробитися до основи «Бенфіки» і влітку 2024 року він перейшов до клубу італійської Серії В «Піза». 12 серпня у матчі Кубка Італії проти «Фрозіноне» Євшеняк дебютував у складі нової команди.

### Збірна
З 2018 року Жан Євшеняк виступав за юнацькі збірні Словенії. Разом з молодіжною збірною Словенії Євшеняк виборов право на участь у фінальній частині молодіжного Євро - 2025.

## Титули
Бенфіка
- Чемпіон юніорського чемпіонату Португалії: 2021/22
- Переможець Юнацької ліги УЄФА: 2021/22
- Переможець юніорського міжконтинентального кубку: 2022